# Yaman Okur
 (juin 2021).
Yaman Okur, né le 21 juin 1977 à Pontoise, est un danseur et chorégraphe français d’origine turque. Spécialisé dans le breakdance, il est sacré champion du monde en 2001 avec le groupe Wanted Posse. Au cours de sa carrière, Yaman s'illustre dans le domaine et collabore avec de nombreux artistes internationaux, dont Madonna.

## Biographie

### Jeunesse
Yaman Okur découvre la danse et plus particulièrement le hip-hop à l'adolescence. Autodidacte, il fait ses premiers pas dans le monde du spectacle en 1999, en intégrant des compagnies de danse telles que Trafics de Styles et Wanted Posse.
Il intègre le groupe Wanted Posse en 1998. En 2001, la troupe est sacrée meilleur groupe de breaking de l'année en gagnant la compétition Battle of the Year. En 2001, le groupe devient champion de France et champion du monde à Brunswick en Allemagne.

### Carrière et collaborations
Bien ancré dans le monde du hip-hop et plus spécifiquement dans la discipline du breaking, il se démarque par son style et ses mouvements « signatures ».
Yaman Okur remporte la première place dans la catégorie expérimentale de la compétition Juste debout, en 2007 à l’Accor Hôtel Arena.
Il est reconnu dans le secteur artistique pour ses qualités rythmiques et le contrôle absolu de son corps, qui lui ont permis de remporter plusieurs compétitions de danse.
Il chorégraphie des spectacles et comédies musicales, des œuvres créées et mises en scène pour sa propre équipe ou au service d’artistes, tels que la chanteuse Madonna.
Yaman Okur s’investit dans l'art photographique. Il souhaite à travers le projet #PICSONITE, initier la jeunesse française à élargir son champ artistique en mêlant performances physiques et sensibilité photographique. Ses expositions Corps en suspension puis Deprem (tremblement de terre) témoignent de ce travail, ainsi que son recueil de photographies Jump for life – Paris.

## Comédies musicales
- 2016 : chorégraphie pour Les Trois Mousquetaires par René Richard Cyr et Dominic Champagne
- 2013 : chorégraphie pour Robin des Bois par Michel Laprise[9]
- 2005 : danseur pour Le Roi Soleil par Kamel Ouali[10]
- 2000 : danseur pour le spectacle Les Dix Commandements par Élie Chouraqui[11]

## Spectacles
- 2021 : danseur avec le Trio Sōra au musée d’Art moderne de Paris[12]
- 2018 : danseur dans le spectacle un millimètre au-dessus du sol… jusqu'aux nuages avec la Compagnie Trafic de style et le pianiste Jean-Philippe Collard-Neven[13],[14].
- 2015 : chorégraphe sur la tournée Rebel Heart Tour de Madonna
- 2014 : chorégraphe pour le spectacle du Cirque du Soleil Kurios[15]
- 2014 : chorégraphe et metteur en scène pour Rock it All par Brahim Zaibat[16]
- 2011 : danseur pour la tournée MDNA World Tour de Madonna
- 2008 : chorégraphe et danseur sur la tournée mondiale Sticky and Sweet de Madonna[17],[18]
- 1997 : philharmonie chorégraphiée par Redha

## Filmographie
- 2021 : La Haine[réf. nécessaire]
- 2017 : C'est tout pour moi[19]
- 2013 : Secret Project Revolution[20]
- 2012 : StreetDance 2 (Yamson)[21]
- 2003 : Double Zéro[réf. nécessaire]

## Figurations et participations récurrentes à des émissions et shows TV
- 2010 : 3e place, demi-finaliste de La France a un incroyable talent[22]
- 2006 : danseur dans Lara’s au delà des murs chorégraphié par Juliano Pepparini
- 2004 : Vivement dimanche[23]
- 2002-2004 : Star Academy : danseur lors des prime time
- 1998 : danseur pour l’inauguration de la Coupe du monde de football 1998 chorégraphié par Redha

## Musique et tournées promotionnelles
- 2012 : danseur pour le clip Celebration de Madonna
- 2010 : danseur sur la tournée de Madonna et show en duo sur la musique HeartBeat
- 2010 : chorégraphe pour un événement promotionnel de Reebok Zigtek Shoe
- 2009 : danseur pour le clip de Madonna Turn Up the Radio
- 1997 : danseur pour La Vie parisienne d'Offenbach, chorégraphié par Redha
- 1998-1999 : danseur dans les clips d’IAM, MC Solaar[24], Jamiroquai